# Vegla-Polder

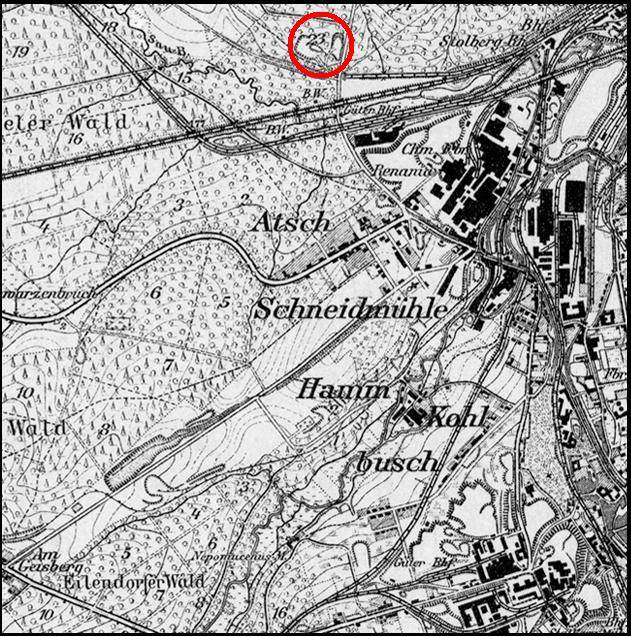
Vegla-Polder

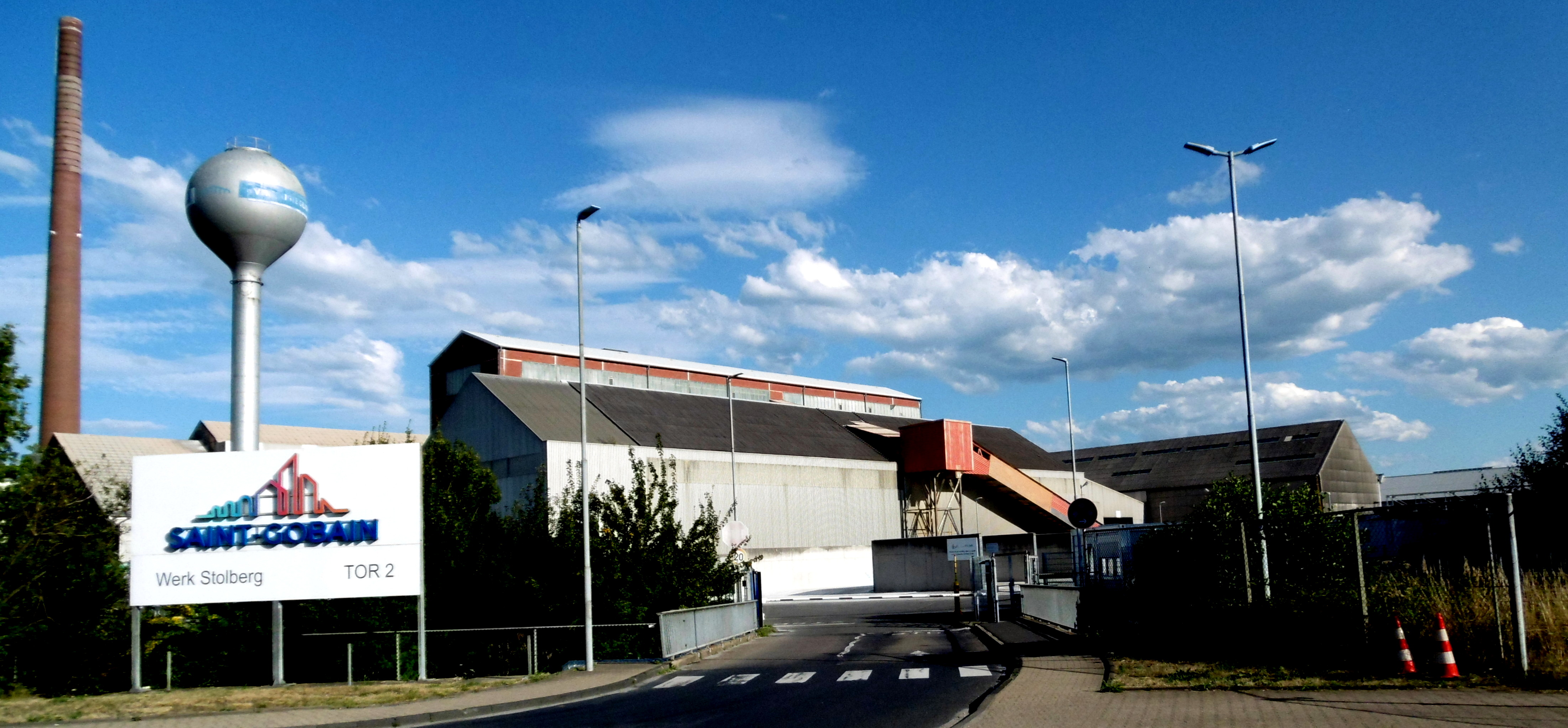
Ehemaliges VEGLA-Werk Stolberg

Die Vegla-Polder sind ehemalige Auflandungsflächen beim Stolberger Stadtteil Atsch und bilden neben der dortigen Abraumhalde der ehemaligen Kali-Chemie die größte industrielle Altlast der nordrhein-westfälischen Städteregion Aachen. Der Name stammt von der Abkürzung VEGLA des Unternehmens Vereinigte Glaswerke GmbH, das seit 2000 Saint-Gobain Glass Deutschland heißt. Die Kali-Chemie war ein 1928 durch Fusion der 1852 gegründeten Chemischen Fabrik Rhenania mit anderen Kaliwerken entstandenes Unternehmen.
Die Vereinigten Glaswerke benutzten zur Herstellung von planen Glasoberflächen bis 1973 ein Verfahren, in dem Glas geschliffen und poliert werden musste. Dazu wurde Quarzsand mit Wasser verwendet, das anschließend mit dem Glasabrieb über Rohrleitungen in künstlich angelegte Auflandungsflächen gepumpt und aufgespült wurde.
Dieses Verfahren ist seit über 30 Jahren eingestellt und der Vegla-Polder ist nunmehr trocken und der Natur überlassen. Jedoch durchdringt Regenwasser den Boden und löst aus darunter liegenden, braunkohlehaltigen Erdschichten Huminsäure aus. Die austretende schwarze Flüssigkeit gelangt in den hier in östlicher Richtung verlaufenden Saubach und verschlechtert die Wasserqualität von Gewässergüteklasse II zur schlechtesten Gewässergüteklasse IV der Skala.
Der nach Schwefelwasserstoff riechende Saubach mündet nach wenigen 100 Metern hinter den Poldern in die größere Inde.
2007 wurde eine Behandlungsanlage für Sickerwässer aus den Vegla-Poldern auf dem
nördlichen Firmengelände der Saint Gobain Glass in Betrieb genommen; die Einleitungen in die Inde sind seitdem sauberer.